# デビッド・ヘイル
デビッド・エドワード・ヘイル（David Edward Hale, 1987年9月27日 - ）は、アメリカ合衆国ジョージア州コブ郡マリエッタ出身のプロ野球選手（投手）。右投右打。現在は、フリーエージェント（FA）。

## 経歴

### プロ入りとブレーブス時代
2009年のMLBドラフト3巡目（全体87位）でアトランタ・ブレーブスから指名され、7月9日に契約。契約後、傘下のルーキー級ダンビル・ブレーブスでプロデビュー。7試合（先発1試合）に登板して2勝1敗1セーブ、防御率1.12、12奪三振を記録した。
2010年はA級ローム・ブレーブスでプレーし、28試合（先発7試合）に登板して5勝8敗5セーブ、防御率4.13、69奪三振を記録した。
2011年はA+級リンチバーグ・ヒルキャッツでプレーし、28試合（先発13試合）に登板して4勝6敗、防御率4.10、86奪三振を記録した。
2012年はAA級ミシシッピ・ブレーブスでプレーし、27試合に先発登板して8勝4敗、防御率3.77、124奪三振を記録した。
2013年はAAA級グウィネット・ブレーブスでプレーし、22試合（先発20試合）に登板して6勝9敗、防御率3.22、77奪三振を記録した。9月5日にブレーブスとメジャー契約を結び、13日のサンディエゴ・パドレス戦で先発起用されてメジャーデビュー。5回を投げ4安打無失点9奪三振と好投したが、勝ち負けは付かなかった。2度目の登板となった9月26日のフィラデルフィア・フィリーズ戦では、6回を投げ7安打1失点5奪三振に抑え、メジャー初勝利を挙げた。この年メジャーでは2試合に先発登板して1勝0敗、防御率0.82、14奪三振を記録した。
2014年は自身初の開幕ロースター入りを果たした。この年は45試合（先発6試合）に登板して4勝5敗、防御率3.30、44奪三振を記録した。

### ロッキーズ時代
2015年1月30日にホセ・ブリセーニョ、クリス・オダウドとのトレードで、ガス・シュロッサーと共にコロラド・ロッキーズへ移籍した。この年は17試合（先発12試合）に登板して5勝5敗、防御率6.07、61奪三振を記録した。
2016年4月22日にDFAとなった。

### オリオールズ傘下時代
2016年4月25日にウェイバー公示を経てボルチモア・オリオールズへ移籍し、傘下のAAA級ノーフォーク・タイズへ配属された。7月10日に40人枠から外れた。オフの11月7日にFAとなった。

### ドジャース傘下時代
2017年3月5日にブレーブスとマイナー契約を結んだが、24日に自由契約となった。
その後、4月10日にロサンゼルス・ドジャースとマイナー契約を結んだ。この年は傘下のAA級タルサ・ドリラーズとAAA級オクラホマシティ・ドジャースでプレーし、2球団合計で15試合（先発14試合）に登板して5勝4敗、防御率4.08、60奪三振を記録した。オフの11月6日にFAとなった。

### ヤンキース時代
2018年1月29日にニューヨーク・ヤンキースとマイナー契約を結び、スプリングトレーニングに招待選手として参加することになった。開幕は傘下のAAA級スクラントン・ウィルクスバリ・レイルライダースで迎え、4月22日にメジャー契約を結んでアクティブ・ロースター入りした。昇格後は1試合に登板したが、24日にA.J.コールの加入に伴ってDFAとなった。

### ツインズ時代
2018年4月26日にウェイバー公示を経てミネソタ・ツインズへ移籍した。1試合に登板後の28日にDFAとなり、30日にFAとなった。

### ヤンキース復帰
2018年5月1日に再びヤンキースとマイナー契約を結び、翌2日にメジャー契約を結んでアクティブ・ロースター入りした。しかし、復帰後も13日間で1試合と登板機会に恵まれず、5月15日に再びDFAとなった。5月18日にFAとなったが、翌19日にマイナー契約を結んでAAA級スクラントン・ウィルクスバリへ配属された。7月1日に再びメジャー契約を結んでアクティブ・ロースター入りした。1試合のみ登板し、7月7日に再びDFA、10日にFAとなった。

### ハンファ・イーグルス時代
2018年7月13日に韓国野球委員会のハンファ・イーグルスと契約した。3勝を記録するも、同年限りで退団した。

### 2度目のヤンキース復帰

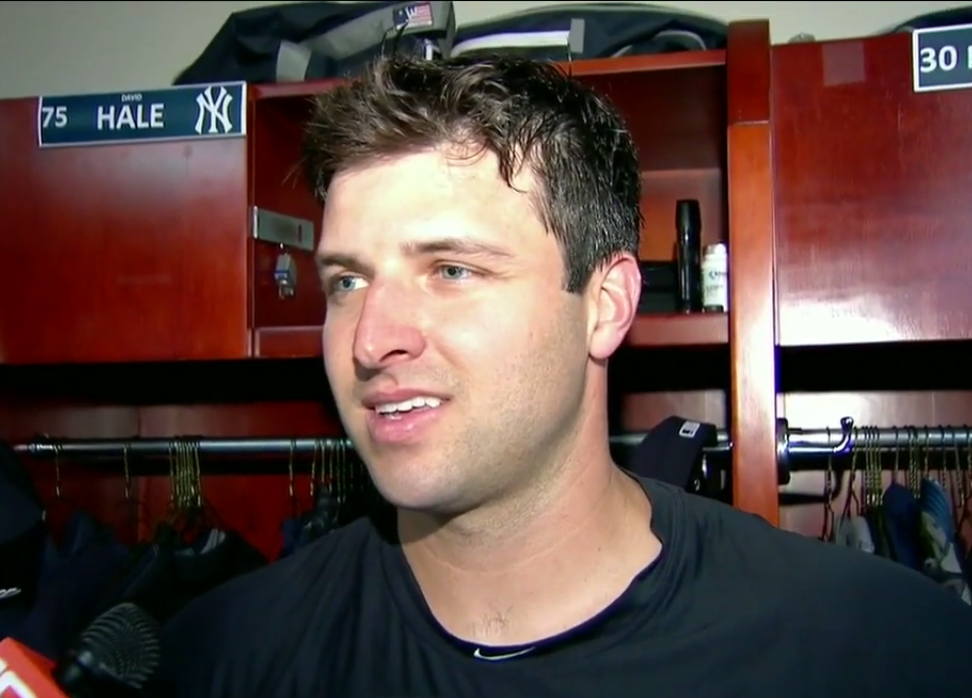
ニューヨーク・ヤンキース時代
(2019年)

2019年1月1日にヤンキースとマイナー契約を結び、スプリングトレーニングに招待選手として参加することになった。開幕はAAA級スクラントン・ウィルクスバリで迎え、5月21日にメジャー契約を結んでアクティブ・ロースター入りした。レギュラーシーズン終了後の10月12日にDFAとなり、19日にマイナー契約でAAA級スクラントン・ウィルクスバリへ配属された後、21日にFAとなった。
2020年2月3日にヤンキースとマイナー契約で再契約し、スプリングトレーニングに招待選手として参加することになった。7月21日にメジャー契約を結んで40人枠入りした。8月17日にDFAとなった。

### フィリーズ時代
2020年8月21日にアディソン・ラスとのトレードで、フィラデルフィア・フィリーズへ移籍した。
2021年6月25日にDFAとなり、27日にFAとなった。

## 詳細情報

### 年度別投手成績
| 年 度    | 球 団    | 登 板 | 先 発 | 完 投 | 完 封 | 無 四 球 | 勝 利 | 敗 戦 | セ 丨 ブ | ホ 丨 ル ド | 勝 率 | 打 者 | 投 球 回 | 被 安 打 | 被 本 塁 打 | 与 四 球 | 敬 遠 | 与 死 球 | 奪 三 振 | 暴 投 | ボ 丨 ク | 失 点 | 自 責 点 | 防 御 率 | W H I P |
| -------- | -------- | ----- | ----- | ----- | ----- | -------- | ----- | ----- | -------- | ----------- | ----- | ----- | -------- | -------- | ----------- | -------- | ----- | -------- | -------- | ----- | -------- | ----- | -------- | -------- | ------- |
| 2013     | ATL      | 2     | 2     | 0     | 0     | 0        | 1     | 0     | 0        | 0           | 1.000 | 46    | 11.0     | 11       | 0           | 1        | 0     | 0        | 14       | 0     | 0        | 1     | 1        | 0.82     | 1.09    |
| 2014     | ATL      | 45    | 6     | 0     | 0     | 0        | 4     | 5     | 0        | 4           | .444  | 383   | 87.1     | 89       | 5           | 39       | 8     | 3        | 44       | 5     | 0        | 38    | 32       | 3.30     | 1.47    |
| 2015     | COL      | 17    | 12    | 0     | 0     | 0        | 5     | 5     | 0        | 0           | .500  | 346   | 78.1     | 95       | 14          | 20       | 2     | 2        | 61       | 11    | 0        | 56    | 53       | 6.09     | 1.47    |
| 2016     | COL      | 2     | 0     | 0     | 0     | 0        | 0     | 0     | 0        | 0           | ----  | 12    | 2.0      | 4        | 1           | 2        | 0     | 0        | 1        | 0     | 0        | 3     | 3        | 13.50    | 3.00    |
| 2018     | NYY      | 1     | 0     | 0     | 0     | 0        | 0     | 0     | 0        | 0           | ----  | 9     | 2.0      | 3        | 0           | 0        | 0     | 0        | 3        | 0     | 0        | 0     | 0        | 0.00     | 1.50    |
| 2018     | MIN      | 1     | 0     | 0     | 0     | 0        | 0     | 0     | 0        | 0           | ----  | 16    | 3.0      | 4        | 1           | 4        | 0     | 0        | 2        | 0     | 0        | 4     | 4        | 12.00    | 2.67    |
| 2018     | NYY      | 2     | 0     | 0     | 0     | 0        | 0     | 0     | 0        | 0           | ----  | 37    | 8.2      | 9        | 2           | 1        | 0     | 1        | 3        | 0     | 0        | 3     | 3        | 3.12     | 1.15    |
| 2018     | ハンファ | 12    | 12    | 0     | 0     | 0        | 3     | 4     | 0        | 0           | .429  | 277   | 66.1     | 68       | 8           | 17       | 0     | 4        | 55       | 3     | 0        | 35    | 32       | 4.34     | .       |
| 'MLB18計 | ハンファ | 4     | 0     | 0     | 0     | 0        | 0     | 0     | 0        | 0           | ----  | 62    | 13.2     | 16       | 3           | 5        | 0     | 1        | 8        | 0     | 0        | 7     | 7        | 4.61     | 1.54    |
| 2019     | NYY      | 20    | 0     | 0     | 0     | 0        | 3     | 0     | 2        | 1           | 1.000 | 157   | 37.2     | 39       | 2           | 7        | 1     | 1        | 23       | 2     | 0        | 13    | 13       | 3.11     | 1.22    |
| 2020     | NYY      | 5     | 0     | 0     | 0     | 0        | 0     | 0     | 1        | 0           | ----  | 26    | 6.0      | 7        | 0           | 3        | 0     | 0        | 7        | 0     | 0        | 2     | 2        | 3.00     | 1.67    |
| 2020     | PHI      | 6     | 2     | 0     | 0     | 0        | 0     | 0     | 0        | 0           | ----  | 49    | 11.0     | 16       | 2           | 1        | 0     | 0        | 7        | 0     | 0        | 5     | 5        | 4.09     | 1.55    |
| '20計    | PHI      | 11    | 2     | 0     | 0     | 0        | 0     | 0     | 1        | 0           | ----  | 75    | 17.0     | 23       | 2           | 4        | 0     | 0        | 14       | 0     | 0        | 7     | 7        | 3.71     | 1.59    |
| 2021     | PHI      | 17    | 1     | 0     | 0     | 0        | 0     | 2     | 0        | 0           | .000  | 116   | 26.2     | 30       | 5           | 9        | 1     | 1        | 21       | 2     | 0        | 20    | 19       | 6.41     | 1.46    |
| MLB：8年 | MLB：8年 | 118   | 23    | 0     | 0     | 0        | 13    | 12    | 3        | 5           | .520  | 1197  | 273.2    | 307      | 32          | 87       | 12    | 8        | 186      | 20    | 0        | 145   | 135      | 4.44     | 1.43    |
| KBO：1年 | KBO：1年 | 12    | 12    | 0     | 0     | 0        | 3     | 4     | 0        | 0           | .429  | 277   | 66.1     | 68       | 8           | 17       | 0     | 4        | 55       | 3     | 0        | 35    | 32       | 4.34     | .       |

- 2021年度シーズン終了時

### 年度別守備成績
| 年 度 | 球 団 | 投手（P） | 投手（P） | 投手（P） | 投手（P） | 投手（P） | 投手（P） |
| 年 度 | 球 団 | 試 合     | 刺 殺     | 補 殺     | 失 策     | 併 殺     | 守 備 率  |
| ----- | ----- | --------- | --------- | --------- | --------- | --------- | --------- |
| 2013  | ATL   | 2         | 1         | 1         | 0         | 0         | 1.000     |
| 2014  | ATL   | 45        | 7         | 14        | 0         | 2         | 1.000     |
| 2015  | COL   | 17        | 5         | 7         | 0         | 1         | 1.000     |
| 2016  | COL   | 2         | 0         | 0         | 0         | 0         | ----      |
| 2018  | NYY   | 1         | 0         | 1         | 0         | 0         | 1.000     |
| 2018  | MIN   | 1         | 0         | 1         | 0         | 1         | 1.000     |
| 2018  | NYY   | 2         | 0         | 0         | 0         | 0         | ----      |
| '18計 | NYY   | 4         | 0         | 2         | 0         | 1         | 1.000     |
| 2019  | NYY   | 20        | 5         | 8         | 0         | 0         | 1.000     |
| MLB   | MLB   | 90        | 18        | 32        | 0         | 4         | 1.000     |

- 2019年度シーズン終了時

### 背番号
- 62（2013年）
- 57（2014年）
- 61（2015年 - 2016年、2018年4月23日、2018年5月11日、2018年7月6日）
- 53（2018年4月27日）
- 44（2018年7月24日 - 同年終了）
- 75（2019年 - 2020年8月16日）
- 41（2020年8月30日 - 2021年）